# Елдертон (Пенсільванія)
Елдертон (англ. Elderton) — місто (англ. borough) в США, в окрузі Армстронг штату Пенсільванія. Населення — 334 особи (2020).

## Географія
Елдертон розташований за координатами 40°41′40″ пн. ш. 79°20′31″ зх. д. / 40.69444° пн. ш. 79.34194° зх. д. (40.694546, -79.342078).  За даними Бюро перепису населення США в 2010 році місто мало площу 0,84 км², уся площа — суходіл.

## Демографія
Згідно з переписом 2010 року, у селищі мешкало 356 осіб у 156 домогосподарствах у складі 103 родин. Густота населення становила 425 осіб/км².  Було 169 помешкань (202/км²).
Расовий склад населення:
| - 95,2 % — білих |

До двох чи більше рас належало 3,9 %. Частка іспаномовних становила 1,7 % від усіх жителів.
За віковим діапазоном населення розподілялося таким чином: 16,3 % — особи молодші 18 років, 59,3 % — особи у віці 18—64 років, 24,4 % — особи у віці 65 років та старші. Медіана віку мешканця становила 48,3 року. На 100 осіб жіночої статі у селищі припадало 86,4 чоловіків;  на 100 жінок у віці від 18 років та старших — 87,4 чоловіків також старших 18 років.
Середній дохід на одне домашнє господарство  становив 55 228 доларів США (медіана — 41 250), а середній дохід на одну сім'ю — 65 769 доларів (медіана — 50 000). За межею бідності перебувало 20,5 % осіб, у тому числі 51,9 % дітей у віці до 18 років та 0,0 % осіб у віці 65 років та старших.
Цивільне працевлаштоване населення становило 140 осіб. Основні галузі зайнятості: транспорт — 15,7 %, освіта, охорона здоров'я та соціальна допомога — 13,6 %, будівництво — 12,9 %, сільське господарство, лісництво, риболовля — 12,9 %.